# Ken Akamatsu

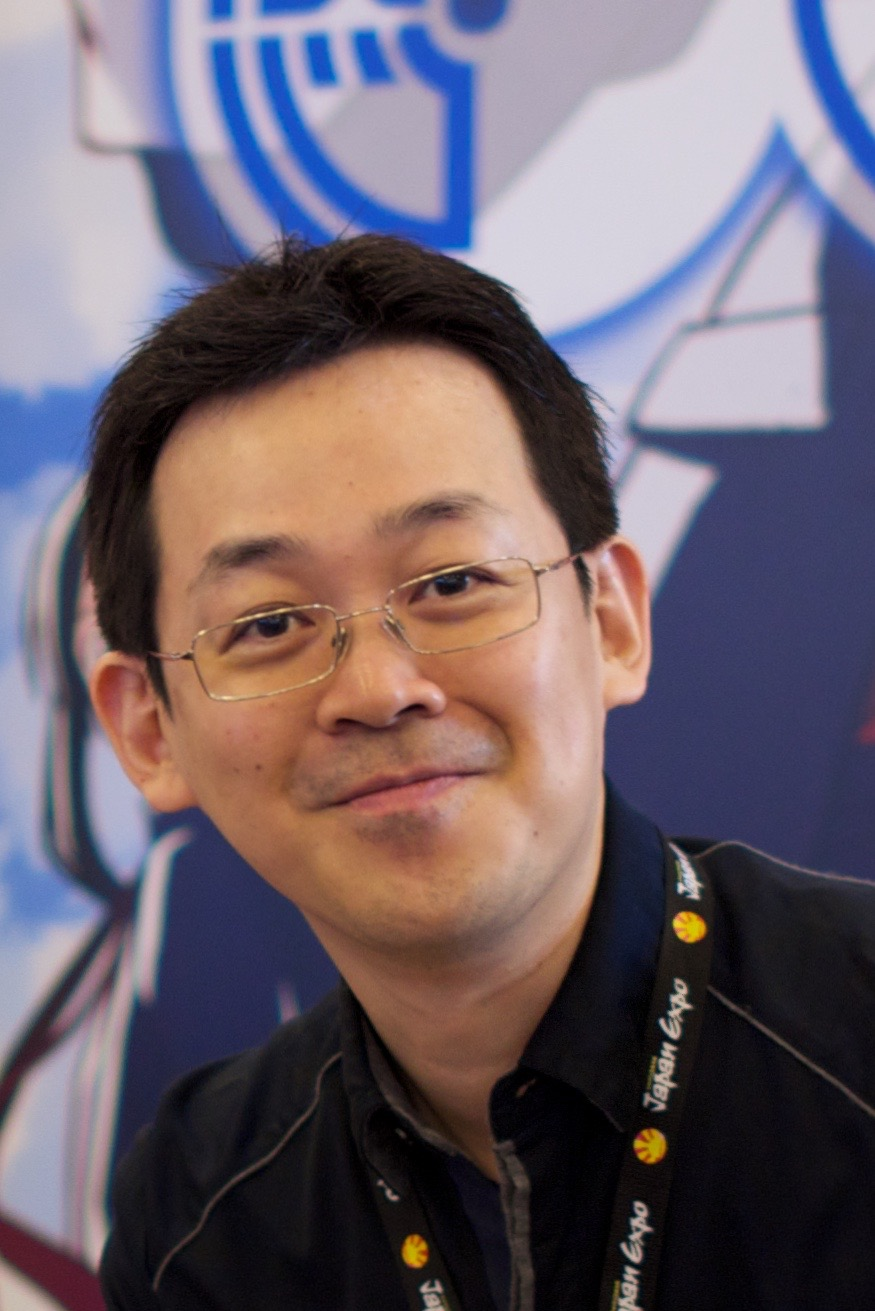
Ken Akamatsu, 2015

Ken Akamatsu (jap. 赤松 健, Akamatsu Ken; * 5. Juli 1968 in Higashikurume, Präfektur Tokio) ist ein japanischer Manga-Zeichner und Politiker der Liberaldemokratischen Partei, der vor allem durch Love Hina international bekannt wurde. Viele seiner Werke beinhalten Elemente des sogenannten Fanservice, das sind für die Handlung nicht unbedingt notwendige Darstellungen leicht bekleideter Mädchen. Ein wiederkehrendes Motiv ist das eines Jungen, der von zahlreichen attraktiven Mädchen umgeben ist (Harem-Genre).

## Leben
Als Jugendlicher bestand Ken Akamatsu die Aufnahmeprüfung an der Universität Tokio nicht und meldete sich stattdessen für ein Filmstudium an. Diese Erfahrung hat er möglicherweise für die Figur Keitaro Urashima aus Love Hina aufgegriffen. Danach besuchte er die Chūō-Universität, absolvierte ein Literaturstudium und wandte sich dem Zeichnen zu. Sein Debütwerk als professioneller Mangaka veröffentlichte er 1993 mit Hito Natsu no Kids Game und wurde dafür mit dem 50. Newcomer-Preis des japanischen Manga-Magazins Shōnen Magazine ausgezeichnet. Nach seinem zweiten Manga A.I. Love You feierte er 1997 mit Love Hina seinen größten Erfolg. Love Hina wurde in zahlreiche Sprachen übersetzt, mit dem Kodansha-Manga-Preis prämiert und als Anime umgesetzt. 2002 entwarf er das Charakterdesign für den Anime Mao-chan und begann 2003, nach dem Abschluss von Love Hina, mit Magister Negi Magi, das auch schon erfolgreich in eine Anime-Serie umgesetzt wurde.
Bis zu Magister Negi Magi führte er den Dōjin Circle Level-X.
Ken Akamatsu ist seit Juli 2002 mit der Sängerin Kanon Akamatsu (赤松 佳音) verheiratet und hat eine Tochter.
Am 26. November 2010 startete Ken Akamatsu die Website J-Comi auf der nicht mehr verlegte Manga kostenlos und DRM-frei veröffentlicht werden sollen. Das zu diesem Zeitpunkt im Betastatus befindliche Angebot startete mit allen 14 Bänden von Love Hina.
2013 startete seine neue Serie UQ Holder! als Nachfolger von Magister Negi Magi im Shōnen Magazine.
Mitte Dezember 2021 kündigte Akamatsu an, für die Liberaldemokratische Partei im landesweiten Verhältniswahlwahlkreis an den Oberhauswahlen am 10. Juli 2022 für einen Sitz im Sangiin im Sommer des kommenden Jahres anzutreten. Er begründete seinen Entschluss mit dem Schutz der Meinungs- und Kunstfreiheit in Japan vor westlichem Druck zu Zensur und Political Correctness sowie vor dem Urheberrecht. Bei der Wahl erhielt er mit 528.029 die meisten Vorzugsstimmen aller LDP-Kandidaten (und auch unter allen Verhältniswahlkandidaten aller Parteien) und war damit an Platz 3 hinter den gesetzten Kandidaten bei 18 LDP-Verhältniswahlsitzen insgesamt sicher gewählt. Wenige Tage nach seiner Wahl kündigte er außerdem die Einrichtung einer Expertengruppe zur Archivierung und Erhaltung alter Videospiele in spielbarem Zustand an.

## Werke (Auswahl)
- Hito Natsu no Kids Game, 1993
- A.I. Love You, 1994–1997
- Itsudatte my Santa!, 1998
- Love Hina, 1999–2002
- Magister Negi Magi, 2003–2012
- UQ Holder!, 2013–2022